# کینگو هامادا
کینگو هامادا (انگلیسی: Kingo Hamada؛ زادهٔ ۱۷ ژانویهٔ ۱۹۵۳) خواننده، و آهنگساز اهل ژاپن است. وی از سال ۱۹۷۴ میلادی تاکنون مشغول فعالیت بوده‌است.